# Sambenedettese Beach Soccer
La Società Sportiva Dilettantistica Sambenedettese Beach Soccer Associazione Sportiva Dilettantistica, meglio nota semplicemente come Sambenedettese Beach Soccer, è una squadra italiana di beach soccer con sede nella città di San Benedetto del Tronto. Milita in Serie A, il massimo livello del campionato italiano di beach soccer.

## Storia
Il sodalizio fu fondato a fine 2008 da Roberto Ciferni (presidente fino al 2017), Roberto Rossetti e Oliviero Di Lorenzo.
Il primo trofeo conquistato fu la Coppa Italia nel 2013, battendo in finale Catania col risultato di 6-4 sulla spiaggia di Viareggio. L'anno successivo, i rossoblu conquistano la Supercoppa italiana e lo scudetto, battendo in entrambe le occasioni  il Milano in finale.
Nel 2015 la Sambenedettese conquista la seconda Supercoppa italiana consecutiva, battendo in finale il Terracina, che poi vincerà lo scudetto.
Dopo un anno senza trofei, il 2017 è la stagione più prolifica per i marchigiani, che conquistano il "triplete", vincendo tutte e tre le competizioni nazionali. I primi trofei conquistati sono la Coppa Italia (a Terracina) e la Supercoppa (a San Benedetto del Tronto), entrambe in finale contro il Viareggio (rispettivamente 6-4 e 6-5 dts). Tre giorni dopo la vittoria della Supercoppa, il 6 agosto, e sempre nella tappa casalinga, con la vittoria contro il Catania (8-7 dopo supplementare), viene conquistato il secondo scudetto. Nel campionato successivo la finale per la conquista del tricolore è la stessa; questa volta, però, sulla spiaggia di Catania, prevalgono gli etnei padroni di casa, vincono per 7-4.
Nel 2018 è da annoverare anche la sua terza partecipazione alla massima competizione europea: Euro Winners Cup 2018. La Sambenedettese viene eliminata agli ottavi di finale dai portoghesi del Braga (futuri campioni d'Europa), chiudendo il torneo al settimo posto. Nel ranking europeo viene occupato il dodicesimo posto (miglior piazzamento mai raggiunto).
Nel 2019 i rossoblù conquistano il tricolore (a Catania) per la terza volta nella storia, battendo in finale il Viareggio per 6-5.

## Palmarès
- Campionato di Serie A: 3

2014, 2017, 2019
- Coppa Italia: 2

2013, 2017
- Supercoppa italiana: 3

2014, 2015, 2017